# Dit Clapper

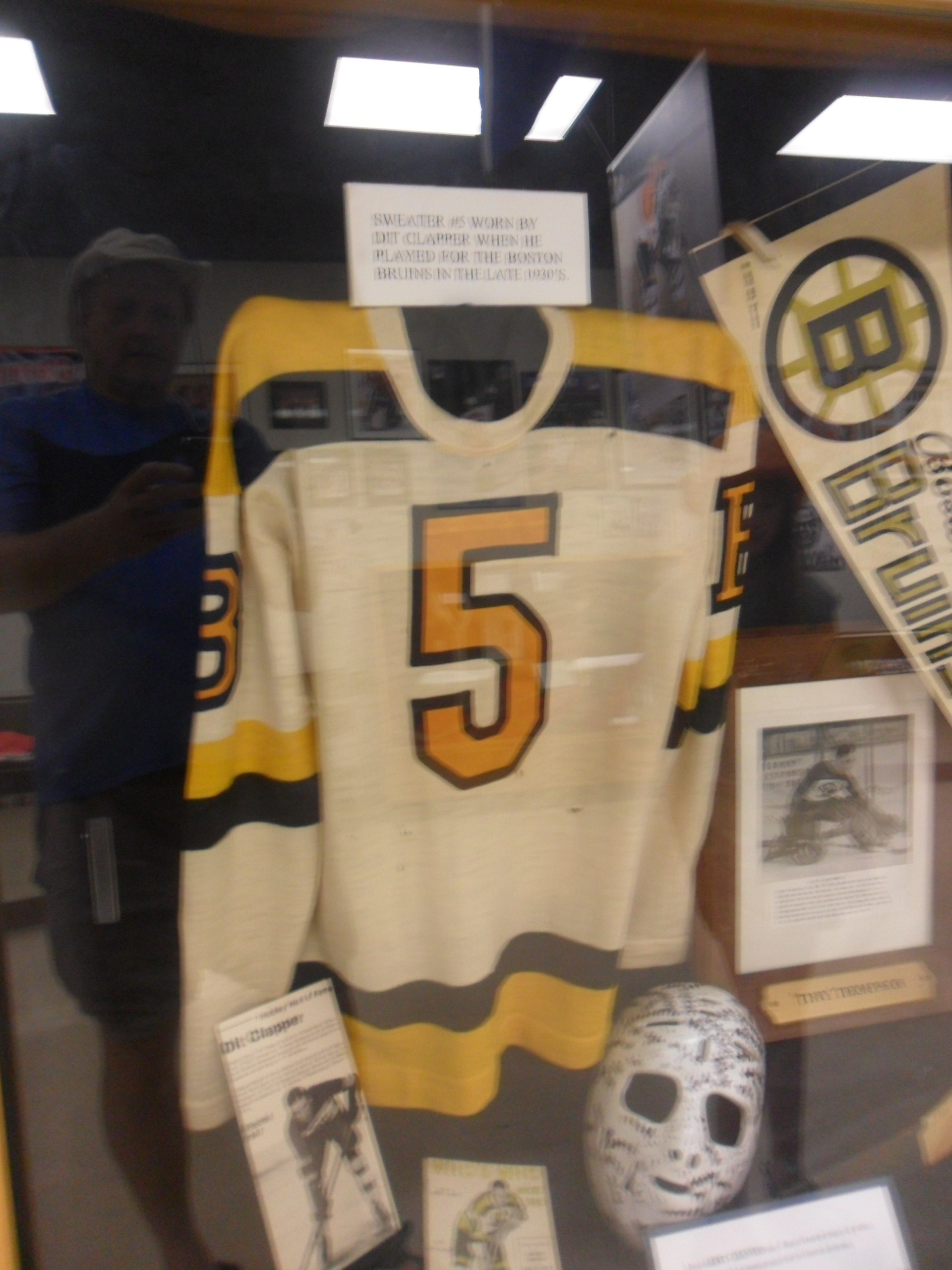
Dit Clappers Boston Bruins-tröja i en monter i International Hockey Hall of Fame, IHHOF, i Kingston, Ontario.

Aubrey Victor "Dit" Clapper, född 9 februari 1907 i Newmarket, Ontario, död 21 januari 1978 i Peterborough, Ontario, var en kanadensisk professionell ishockeyspelare. Dit Clapper spelade för Boston Bruins i NHL under tjugo raka säsonger åren 1927–1947.
Dit Clapper vann tre Stanley Cup med Boston Bruins 1929, 1939 och 1941. Efter spelarkarriären var han tränare för Boston Bruins åren 1945–1949.
Clapper valdes in i Hockey Hall of Fame 1947.

## Statistik
| 1926–27    | Boston Tigers | CAHL       | 29  | 6   | 1   | 7   | 57  | —  | —  | —  | —  | —  |
| 1927–28    | Boston Bruins | NHL        | 31  | 4   | 1   | 5   | 20  | 2  | 0  | 0  | 0  | 2  |
| 1928–29    | Boston Bruins | NHL        | 40  | 9   | 2   | 11  | 48  | 5  | 1  | 0  | 1  | 0  |
| 1929–30    | Boston Bruins | NHL        | 44  | 41  | 20  | 61  | 48  | 6  | 4  | 0  | 4  | 4  |
| 1930–31    | Boston Bruins | NHL        | 43  | 22  | 8   | 30  | 50  | 5  | 2  | 4  | 6  | 4  |
| 1931–32    | Boston Bruins | NHL        | 48  | 17  | 22  | 39  | 21  | —  | —  | —  | —  | —  |
| 1932–33    | Boston Bruins | NHL        | 48  | 14  | 14  | 28  | 42  | 5  | 1  | 1  | 2  | 2  |
| 1933–34    | Boston Bruins | NHL        | 48  | 10  | 12  | 22  | 6   | —  | —  | —  | —  | —  |
| 1934–35    | Boston Bruins | NHL        | 48  | 21  | 16  | 37  | 21  | 3  | 1  | 0  | 1  | 0  |
| 1935–36    | Boston Bruins | NHL        | 44  | 12  | 13  | 25  | 14  | 2  | 0  | 1  | 1  | 0  |
| 1936–37    | Boston Bruins | NHL        | 48  | 17  | 8   | 25  | 25  | 3  | 2  | 0  | 2  | 5  |
| 1937–38    | Boston Bruins | NHL        | 46  | 6   | 9   | 15  | 24  | 3  | 0  | 0  | 0  | 12 |
| 1938–39    | Boston Bruins | NHL        | 42  | 13  | 13  | 26  | 22  | 11 | 0  | 1  | 1  | 6  |
| 1939–40    | Boston Bruins | NHL        | 44  | 10  | 18  | 28  | 25  | 6  | 0  | 2  | 2  | 2  |
| 1940–41    | Boston Bruins | NHL        | 48  | 8   | 18  | 26  | 24  | 11 | 0  | 5  | 5  | 4  |
| 941–42     | Boston Bruins | NHL        | 32  | 3   | 12  | 15  | 31  | —  | —  | —  | —  | —  |
| 1942–43    | Boston Bruins | NHL        | 38  | 5   | 18  | 23  | 12  | 9  | 2  | 3  | 5  | 9  |
| 1943–44    | Boston Bruins | NHL        | 50  | 6   | 25  | 31  | 13  | —  | —  | —  | —  | —  |
| 1944–45    | Boston Bruins | NHL        | 46  | 8   | 14  | 22  | 16  | 7  | 0  | 0  | 0  | 0  |
| 1945–46    | Boston Bruins | NHL        | 30  | 2   | 3   | 5   | 0   | 4  | 0  | 0  | 0  | 0  |
| 1946–47    | Boston Bruins | NHL        | 6   | 0   | 0   | 0   | 0   | —  | —  | —  | —  | —  |
| NHL totalt | NHL totalt    | NHL totalt | 824 | 228 | 246 | 474 | 462 | 82 | 13 | 17 | 30 | 50 |

## Meriter
- Stanley Cup - 1929, 1939 och 1941
- First All-Star Team – 1938–39, 1939–40 och 1940–41
- Second All-Star Team – 1930–31, 1934–35 och 1943–44